# 青剛櫟
青剛櫟（學名：Quercus glauca）又名鐵椆、校欑、白校讚，是殼斗科櫟属麻櫟亞屬青剛櫟節的常綠喬木，為台灣黑熊的主食，在全台皆有分佈，分佈於海拔100～2000公尺。

## 特徵
常綠中型喬木，樹高可達20公尺，樹皮灰褐色、略光滑，有不明顯縱向細紋裂，葉形為長卵或橢圓形，單葉互生，長8至14公分，寬2.5至6公分，葉前端尾狀漸尖，且具鋸齒狀葉緣，基部楔形，葉面深綠至淡綠色，表面平滑，葉背為粉白色，有短毛疏生，花期於每年3~4月，結果期長達3個月，於每年10月持續直到12月；果為堅果，橢圓形，面光滑，高1至1.6公分，徑0.9至1.4公分，頂端有一圓錐形突尖，基部圓形。
新鮮邊材為乳白色，木質線及導管均甚顯著。

## 分佈
主要分布於中國、朝鮮半島、印度及日本；在中國，喜生於海拔60至2600公尺的山坡地或溪谷，常成闊葉林或針闊葉混交林，分佈省份從華北、華中到華南，甚至雲南、西藏等地均可見，是中國遍佈面積最廣的闊葉樹種之一。
在台灣，主要分佈海拔2000公尺以下之闊葉樹林內，在平地亦可常見作為都市綠化樹種。

## 用途
木材質地堅硬，是許多建築用材及器具把柄的重要材料，以前也常做為鐵路枕木使用。
另外，青剛櫟所結的堅果內含豐富澱粉、蛋白質等營養素，是許多哺乳類動物──如台灣黑熊的主要食物來源，雖因味道苦澀不被人所食用，但因其造型奇特，常被人們拿來做童玩等手工藝品。
木屑可以用於香菇的培養基底，並且保留幹，為永續樹種。

## 外部連結
- .   [2011-08-09]. （原始内容存档于2016-03-04）.
- .   [2011-08-09]. （原始内容存档于2012-01-20） （中文）.
- Flora of China: Cyclobalanopsis glauca （页面存档备份，存于）

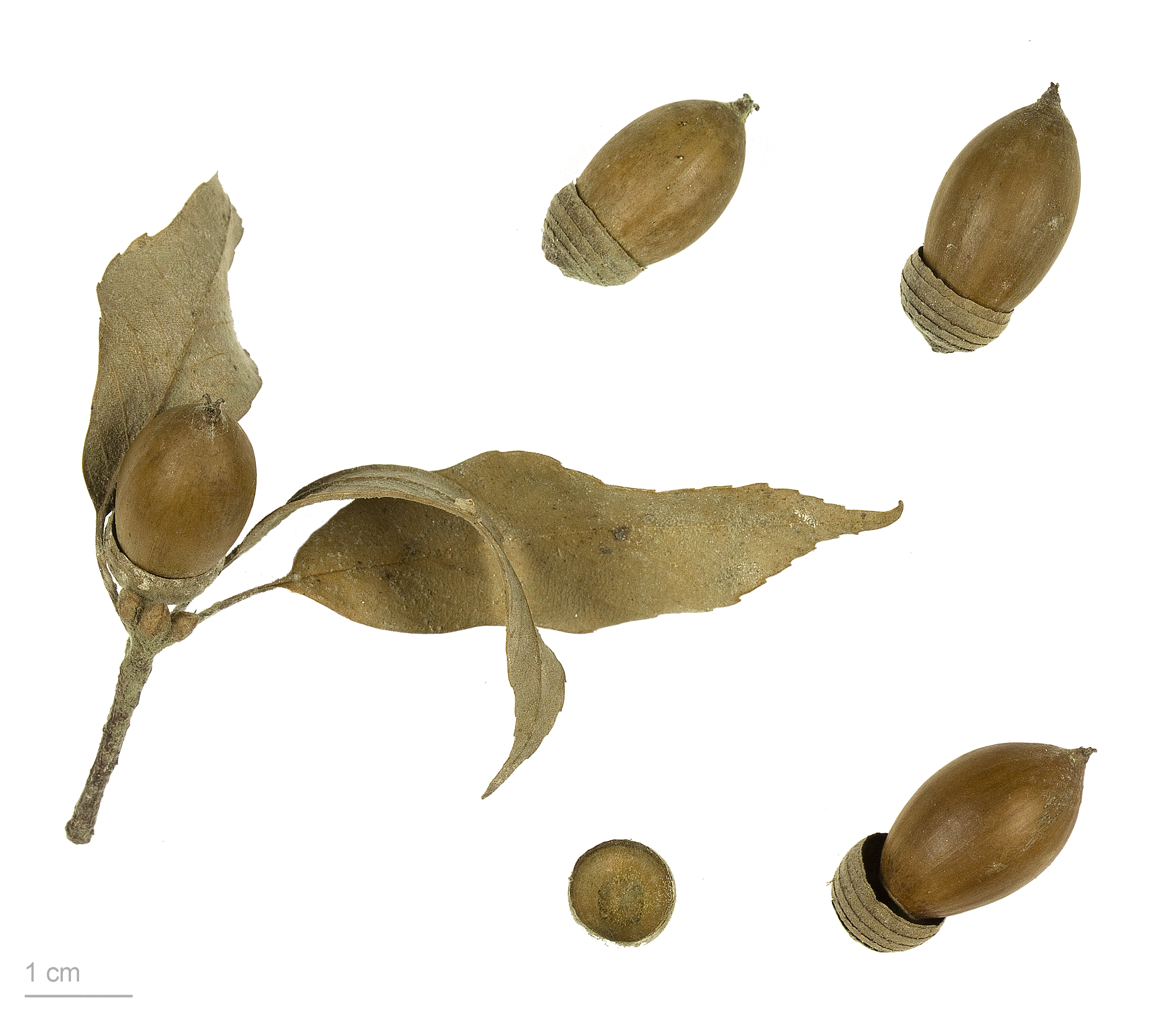
Quercus glauca